# Nello Lauredi
Nello Lauredi (Mulazzo, 5 ottobre 1924 – Saint-Laurent-du-Var, 8 aprile 2001) è stato un ciclista su strada italiano naturalizzato francese il 31 dicembre 1948. Professionista dal 1949 al 1959, conta tre vittorie di tappa al Tour de France.

## Carriera
Nato in provincia di Massa-Carrara, si trasferì a Cannes a quattro anni, assieme ai genitori emigranti. Non poté correre per il lavoro di panettiere che lo impegnava di notte, finché a vent'anni si iscrisse in una locale squadra di ciclismo.
Nel 1948 arrivarono i primi risultati importanti e la cittadinanza francese, che gli permise di essere convocato nelle nazionali francesi per il Tour de France. Nella sua carriera figurano tre Critérium du Dauphiné Libéré, con cinque tappe vinte e un secondo posto finale, ed un secondo posto nella Parigi-Nizza; corse anche nove Tour de France, vincendo tre tappe ed indossando anche la maglia gialla nel 1952 per quattro giorni.
Si ritirò nel 1959.

## Palmarès
- 1948

Grand Prix des vêtements Sive
- 1949

Grand Prix de La Seyne-sur-Mer
- 1950

3ª tappa Critérium du Dauphiné Libéré
5ª tappa, 1ª semitappa Critérium du Dauphiné Libéré
Classifica generale Critérium du Dauphiné Libéré
3ª tappa Circuit de la Côte d'Or
7ª tappa Tour de France (Saint-Brieuc > Angers)
Grand Prix de Moulins-Engilbert
- 1951

6ª tappa, 1ª semitappa Critérium du Dauphiné Libéré
Classifica generale Critérium du Dauphiné Libéré
Prix du Gros-Horloge
- 1952

4ª tappa Critérium du Dauphiné Libéré
5ª tappa Critérium du Dauphiné Libéré
3ª tappa Tour de France (Le Mans > Rouen)
Parigi-Limoges
- 1953

13ª tappa Tour de France (Albi > Béziers)
- 1954

Classifica generale Critérium du Dauphiné Libéré
- 1956

Grand Prix de Commentry

## Piazzamenti

### Grandi giri
- Tour de France

1949: 18º
1950: 37º
1951: 11º
1952: 19º
1953: 19º
1954: 11º
1955: ritirato (15ª tappa)
1956: 7º
1957: ritirato (16ª tappa)
- Giro d'Italia

1950: 15º
1955: 14º
1956: ritirato
- Vuelta a España

1955: 23º

### Classiche
- Milano-Sanremo

1950: 9º
1951: 16º
1953: 32º
1956: 26º
1957: 74º
- Parigi-Roubaix

1950: 31º
1952: 71º
1953: 33º
1956: 6º

### Competizioni mondiali
- Campionati del mondo

Lugano 1953 - In linea: ritirato